# Washington Commanders 2022
La stagione 2022 dei Washington Commanders è stata la 91ª della franchigia nella National Football League e la terza con Ron Rivera come capo-allenatore. Questa fu la prima stagione con la denominazione "Commanders", con nuovi loghi e nuove uniformi che sono state introdotte dopo avere utilizzato il nome Washington Football Team nelle due annate precedenti. Prima dell'inizio della stagione i Commanders ottennero in uno scambio con gli Indianapolis Colts il quarterback Carson Wentz, che fu però poi svincolato a fine stagione.
Wentz partì come titolare nelle prime sei partite ed ebbe un record di 2–4 prima di venire sostituito da Taylor Heinicke dopo un infortunio a un dito. La squadra ebbe un bilancio di 5–3–1 sotto la gestione di Heinicke, migliorando il suo record della stagione precedente con un pareggio nella settimana 13 contro i New York Giants ma mancò l'accesso ai playoff dopo una sconfitta contro i Cleveland Browns nel penultimo turno, malgrado l'avere avuto un record non negativo per la prima volta dal 2016. Wentz partì di nuovo titolare nella settimana 17 ma fu messo in panchina a causa delle cattive prestazioni nell'ultima settimana in favore del rookie Sam Howell.
I Commanders furono la prima squadra da loro stessi nel 2008 e dai New Orleans Saints del 2008 a finire ultima nella division malgrado un record non negativo.
L'esperimento di Carson Wentz durò una sola stagione e il 27 febbraio 2023 il quarterback fu svincolato.

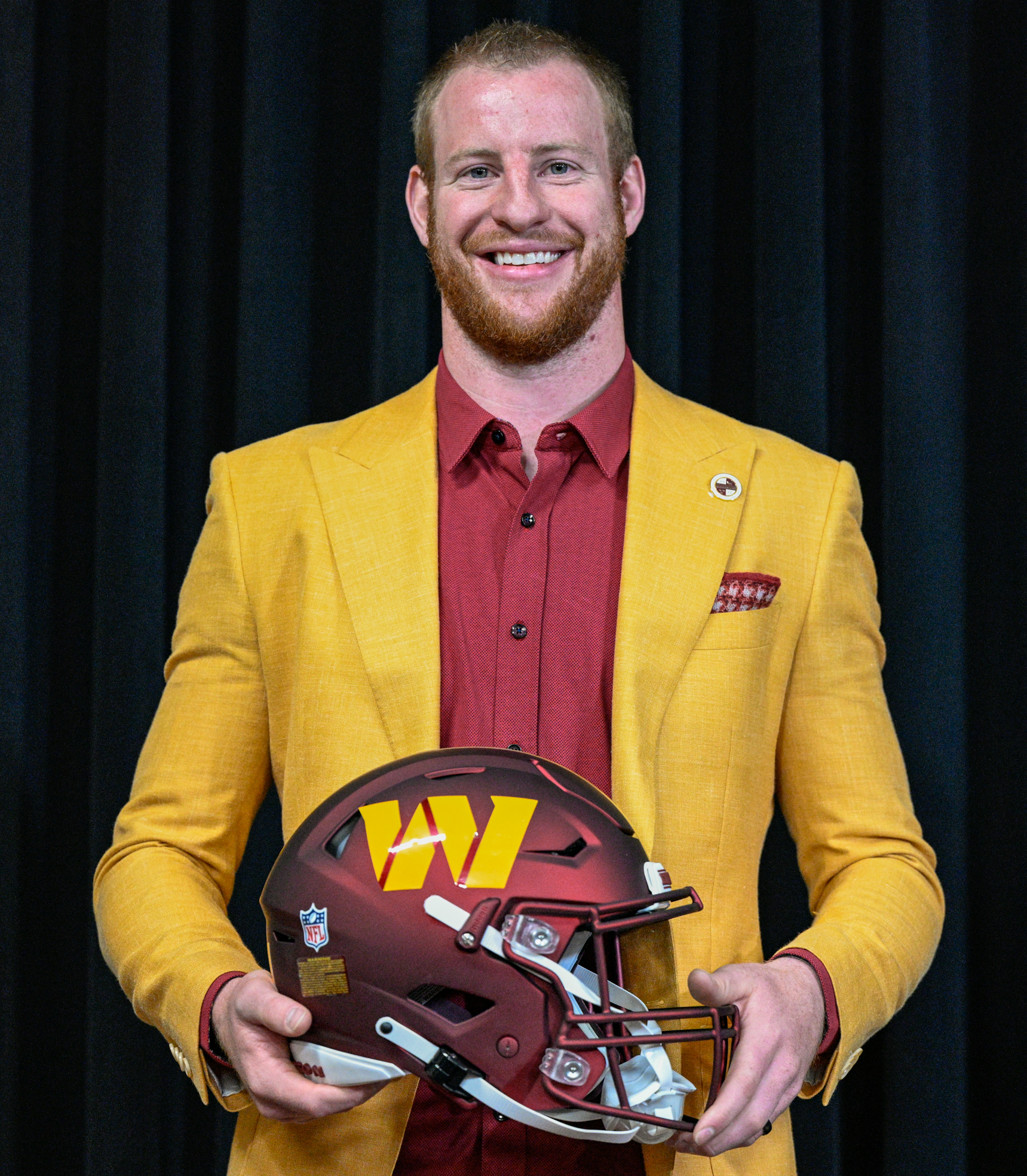
Il quarterback Carson Wentz alla sua presentazione con la squadra

## Scelte nel Draft 2022
| Scelte dei Washington Commanders nel Draft 2022 |        |                    |       |                |
| Giro                                            | Scelta | Giocatore          | Ruolo | College        |
| 1                                               | 16     | Jahan Dotson       | WR    | Penn State     |
| 2                                               | 47     | Phidarian Mathis   | DT    | Alabama        |
| 3                                               | 98     | Brian Robinson Jr. | RB    | Alabama        |
| 4                                               | 113    | Percy Butler       | FS    | Louisiana      |
| 5                                               | 144    | Sam Howell         | QB    | North Carolina |
| 5                                               | 149    | Cole Turner        | TE    | Nevada         |
| 7                                               | 230    | Chris Paul         | OG    | Tulsa          |
| 7                                               | 240    | Christian Holmes   | CB    | Oklahoma State |

## Staff
| Staff dei Washington Commanders nel 2022 |
| --- |
| Organi dirigenziali - Proprietario – Daniel Snyder - CEO – Tanya Snyder - Presidente – Jason Wright - General manager – Martin Mayhew - Vice presidente esecutivo/personale dei giocatori – Marty Hurney - Vice presidente senior dell'amministrazione del football – Rob Rogers - Direttore senior del personale dei giocatori – Erik Stokes - Direttore del personale professionistico – Chris Polian - Direttore del personale dei college – Tim Gribble - Consulente senior – Doug Williams - Osservatori – Don Warren, Sheldon White, Paul Skansi Capo allenatore - Capo allenatore – Ron Rivera Altri allenatori - Direttore delle prestazioni dei giocatori – Brett Nenaber - Preparatore atletico – Chad Englehart Allenatori dell'attacco - Coordinatore offensivo – Scott Turner - Quarterback – Ken Zampese - Assistente quarterback/controllo qualità attacco – Luke Del Rio - Running back – Randy Jordan - Assistente running back – Jennifer King - Wide receiver – Drew Terrell - Tight end – Juan Castillo - Assistente tight end – Todd Storm - Offensive line – John Matsko - Assistente offensive line – Travelle Wharton - Assistente attacco senior – Jim Hostler Allenatori della difesa - Coordinatore difensivo – Jack Del Rio - Defensive line – Sam Mills III - Assistente defensive line – Jeff Zgonina - Linebacker – Steve Russ - Assistente linebacker/controllo qualità difesa – Vincent Rivera - Defensive back – Chris Harris - Assistente defensive back – Brent Vieselmeyer e Richard Rodgers Sr. - Controllo qualità difesa – Cristian Garcia Allenatori dello special team - Coordinatore special team – Nate Kaczor - Assistente special team – Ben Jacobs |

## Roster
| Roster dei Washington Commanders nel 2022 |
| --- |
| Quarterback - 4 Taylor Heinicke - 14 Sam Howell - 11 Carson Wentz Running Back - 24 Antonio Gibson - 23 J.D. McKissic - 41 Jonathan Williams Wide Receiver - 2 Dyami Brown - 1 Jahan Dotson - 17 Terry McLaurin - 15 Dax Milne - 10 Curtis Samuel - 89 Cam Sims Tight End - 87 John Bates - 88 Armani Rogers - 82 Logan Thomas - 85 Cole Turner Offensive Linemen - 77 Saahdiq Charles T - 76 Sam Cosmi T - 72 Charles Leno T - 78 Cornelius Lucas T - 68 Andrew Norwell G - 75 Chris Paul G - 73 Chase Roullier C - 71 Wes Schweitzer G - 53 Trai Turner G Defensive Linemen - 93 Jonathan Allen DT - 98 Phidarian Mathis DT - 97 Efe Obada DE - 94 Daron Payne DT - 96 James Smith-Williams DE - 90 Montez Sweat DE - 58 Shaka Toney DE - 95 Casey Toohill DE - 92 Daniel Wise DT Linebacker - 59 Jon Bostic MLB - 52 Jamin Davis OLB - 46 Milo Eifler OLB - 55 Cole Holcomb MLB - 51 David Mayo MLB Defensive Back - 35 Percy Butler FS - 40 Tariq Castro-Fields CB - 31 Kamren Curl SS - 22 Darrick Forrest SS - 29 Kendall Fuller CB - 34 Christian Holmes CB - 3 William Jackson III CB - 20 Bobby McCain FS - 39 Jeremy Reaves FS - 25 Benjamin St-Juste CB - 37 Rachad Wildgoose CB Special Team - 54 Camaron Cheeseman LS - 6 Joey Slye K - 5 Tress Way P Lista delle riserve - 66 Willie Beavers G (IR) - 38 Josh Drayden CB (IR) - 80 Curtis Hodges TE (IR) - 69 Tyler Larsen C (PUP) - 8 Brian Robinson Jr. RB (NF-Inj.) - 99 Chase Young DE (PUP) Squadra di allenamento - 62 Alex Akingbulu T - 30 Troy Apke CB - 64 David Bada DT - 56 William Bradley-King DE - 26 Corn Elder CB - 86 Alex Erickson WR - 48 Ferrod Gardner SS - 45 De'Jon Harris OLB - 47 Khaleke Hudson OLB - 36 Danny Johnson CB - 74 Nolan Laufenberg G - 63 Wes Martin G - 83 Kyric McGowan WR - 19 Marken Michel WR - 67 Aaron Monteiro T - 32 Jaret Patterson RB - 61 Jon Toth C 53 attivi, 6 inattivi, 16 nella squadra di allenamento |
| Legenda - I rookie sono in corsivo. - Il primo ruolo è il principale mentre gli eventuali successivi indicano i ruoli secondari. - (IR) sta per Injured Reserve ed indica la lista ristretta per un solo giocatore infortunato che può tornare ad allenarsi dopo la settimana 6 e a rientrare in prima squadra dopo che questa ha giocato 8 partite. - (NF-Inj.) / (NF-Ill.) stanno rispettivamente per Non-Football Injured e Non-Football Illness ed indicano le liste dove viene inserito un giocatore che ha un infortunio o una malattia non dipendente dal football americano. - (PUP) sta per Physically Unable to Perform ed indica la lista dove viene inserito un giocatore mentre è in attesa di recuperare la condizione fisica. Nella stagione regolare dopo la sesta partita giocata dalla propria squadra, il giocatore ha tempo tre settimane per riprendere ad allenarsi, più tre settimane aggiuntive dal suo rientro agli allenamenti per rientrare in prima squadra. |

## Precampionato
Il 12 maggio 2022 sono state annunciate le partite dei Commanders nel precampionato.
| Precampionato |                |                      |           |        |                   |         |
| Settimana     | Data           | Avversario           | Risultato | Record | Stadio            | Sintesi |
| 1             | 13 agosto 2022 | Carolina Panthers    | S 21-23   | 0-1    | FedEx Field       | Sintesi |
| 2             | 20 agosto 2022 | @ Kansas City Chiefs | S 14-24   | 0-2    | Arrowhead Stadium | Sintesi |
| 3             | 27 agosto 2022 | @ Baltimore Ravens   | S 15-17   | 0-3    | M&T Bank Stadium  | Sintesi |

## Stagione regolare

### Calendario
Il calendario della stagione regolare è stato annunciato il 12 maggio 2022. Il gruppo degli avversari, stabiliti sulla base delle rotazioni previste dalla NFL per gli accoppiamenti tra le division nonché dai piazzamenti ottenuti nella stagione precedente, fu giudicato come il meno duro da affrontare tra tutti quelli della stagione 2022.
| Stagione regolare |                   |                           |               |        |                         |         |
| Settimana         | Data              | Avversario                | Risultato     | Record | Stadio                  | Sintesi |
| 1                 | 11 settembre 2022 | Jacksonville Jaguars      | V 28-22       | 1-0    | FedEx Field             | Sintesi |
| 2                 | 18 settembre 2022 | @ Detroit Lions           | S 27-36       | 1-1    | Ford Field              | Sintesi |
| 3                 | 25 settembre 2022 | Philadelphia Eagles       | S 8-24        | 1-2    | FedEx Field             | Sintesi |
| 4                 | 2 ottobre 2022    | @ Dallas Cowboys          | S 10-25       | 1-3    | AT&T Stadium            | Sintesi |
| 5                 | 9 ottobre 2022    | Tennessee Titans          | S 17-21       | 1-4    | FedEx Field             | Sintesi |
| 6                 | 13 ottobre 2022   | @ Chicago Bears (T)       | V 12-7        | 2-4    | Soldier Field           | Sintesi |
| 7                 | 23 ottobre 2022   | Green Bay Packers         | V 23-21       | 3-4    | FedEx Field             | Sintesi |
| 8                 | 30 ottobre 2022   | @ Indianapolis Colts      | V 17-16       | 4-4    | Lucas Oil Stadium       | Sintesi |
| 9                 | 6 novembre 2022   | Minnesota Vikings         | S 17-20       | 4-5    | FedEx Field             | Sintesi |
| 10                | 14 novembre 2022  | @ Philadelphia Eagles (M) | V 32-21       | 5-5    | Lincoln Financial Field | Sintesi |
| 11                | 20 novembre 2022  | @ Houston Texans          | V 23-10       | 6-5    | NRG Stadium             | Sintesi |
| 12                | 27 novembre 2022  | Atlanta Falcons           | V 19-13       | 7-5    | FedEx Field             | Sintesi |
| 13                | 4 dicembre 2022   | @ New York Giants         | P 20-20 (DTS) | 7-5-1  | MetLife Stadium         | Sintesi |
| 14                | Riposo            | Riposo                    | Riposo        | Riposo | Riposo                  | Riposo  |
| 15                | 18 dicembre 2022  | New York Giants (S)       | S 12-20       | 7-6-1  | FedEx Field             | Sintesi |
| 16                | 24 dicembre 2022  | @ San Francisco 49ers     | S 20-37       | 7-7-1  | Levi's Stadium          | Sintesi |
| 17                | 1º gennaio 2023   | Cleveland Browns          | S 10-24       | 7-8-1  | FedEx Field             | Sintesi |
| 18                | 8 gennaio 2023    | Dallas Cowboys            | V 26-6        | 8-8-1  | FedEx Field             | Sintesi |

Note:
- Gli avversari della propria division sono in grassetto.
- Il simbolo "@" indica una partita giocata in trasferta.
- (M) indica il Monday Night Football, (T) il Thursday Night Football e (S) il Sunday Night Football.

## Premi

### Premi settimanali e mensili
- Jahan Dotson:

rookie della settimana 1
rookie della settimana 15
- Tress Way:

giocatore degli special team della NFC del mese di ottobre
- Joey Slye:

giocatore degli special team della NFC della settimana 10
giocatore degli special team della NFC del mese di novembre